# هورنار
هورنار (به هلندی: Hoornaar) یک منطقهٔ مسکونی در هلند است که در خیسن‌لاندن واقع شده‌است. هورنار ۱٬۶۵۵ نفر جمعیت دارد.